# Saint-Sulpice, Vaud
Saint-Sulpice är en ort och kommun i distriktet Ouest lausannois i kantonen Vaud, Schweiz. Kommunen har 5 144 invånare (2023). Saint-Sulpice ligger vid Genèvesjön och är en förort till Lausanne.